# Monte Ceva
Il monte Ceva (255 m), situato tra i comuni di Battaglia Terme e Montegrotto Terme (Padova), è la cima principale della catena orientale dei Colli Euganei.

## Descrizione
Sulla cima del colle svetta una croce metallica da cui, nelle giornate particolarmente terse, si può godere della vista della laguna veneta. Ai piedi del monte Ceva si trova un sentiero di campagna molto frequentato, chiamato Ferro di Cavallo per la sua particolare conformazione a "U". Il Ferro di Cavallo è diviso in due da un tratto della linea ferroviaria Bologna – Padova.
Ai piedi del versante meridionale si trova il Castello del Catajo, importante e maestosa dimora storica cinquecentesca, della cui proprietà lo stesso monte faceva parte. Ancora oggi di proprietà privata, fa parte della vasta riserva naturale integrale dell'azienda agricola biologica Villa Flora.

## Geologia
Il versante meridionale presenta rocce laviche (latite) affioranti. Le brecce latitiche creano cenge e pinnacoli localizzati maggiormente verso la cima del colle.

## Ambiente

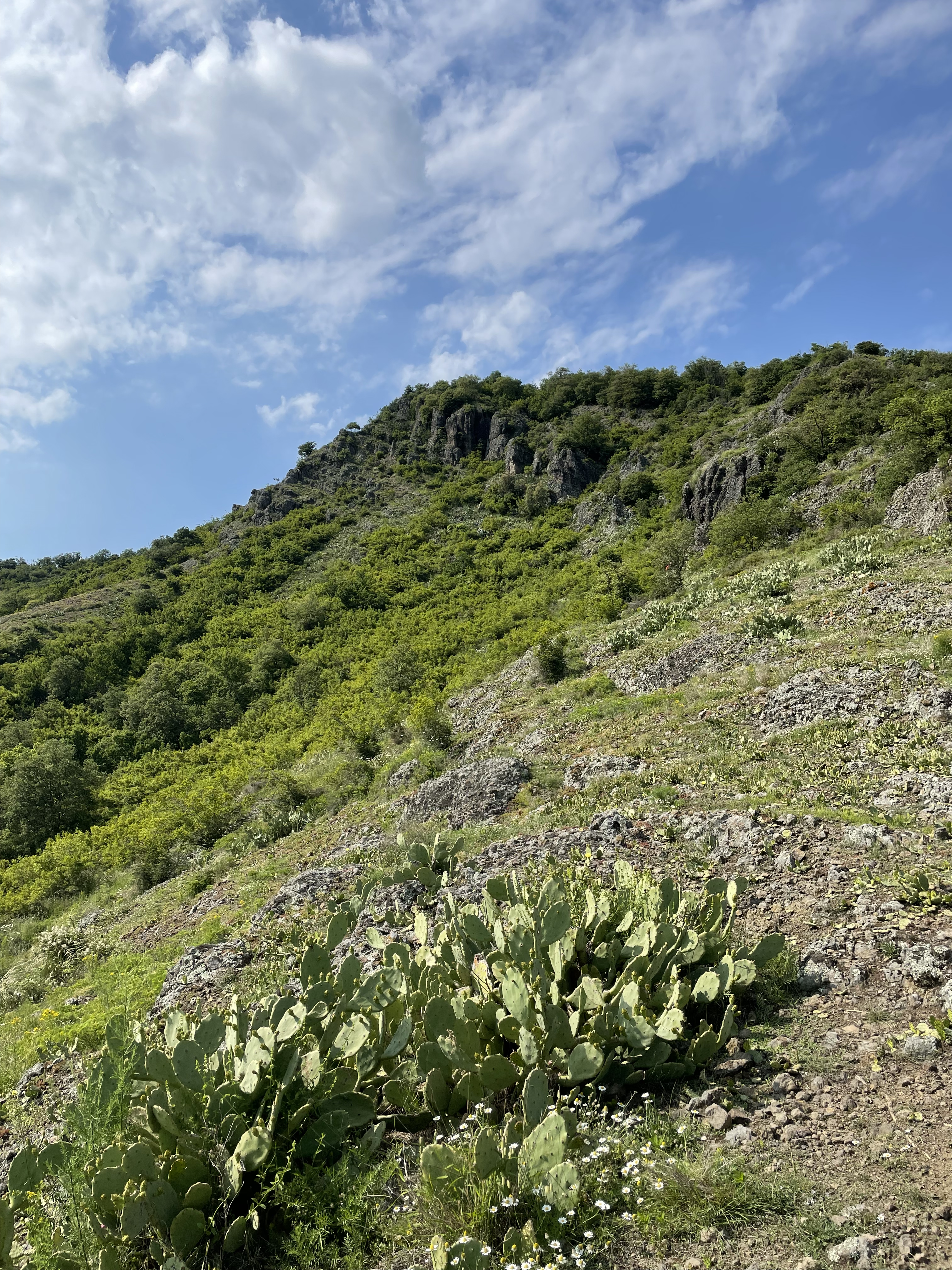
Versante sud del Monte Ceva

La Rete Natura 2000 classifica l'habitat come Formazioni erbose rupicole calcicole o basofile dell'Alysso-Sedion albi.

### Flora
Tra le specie vegetali presenti si annoverano il fico d’India nano (Opuntia humifusa) e il semprevivo ragnateloso (Sempervivum arachnoideum), l'Opuntia stricta e l'Agave.